# Parliamentary and Diplomatic Protection Command

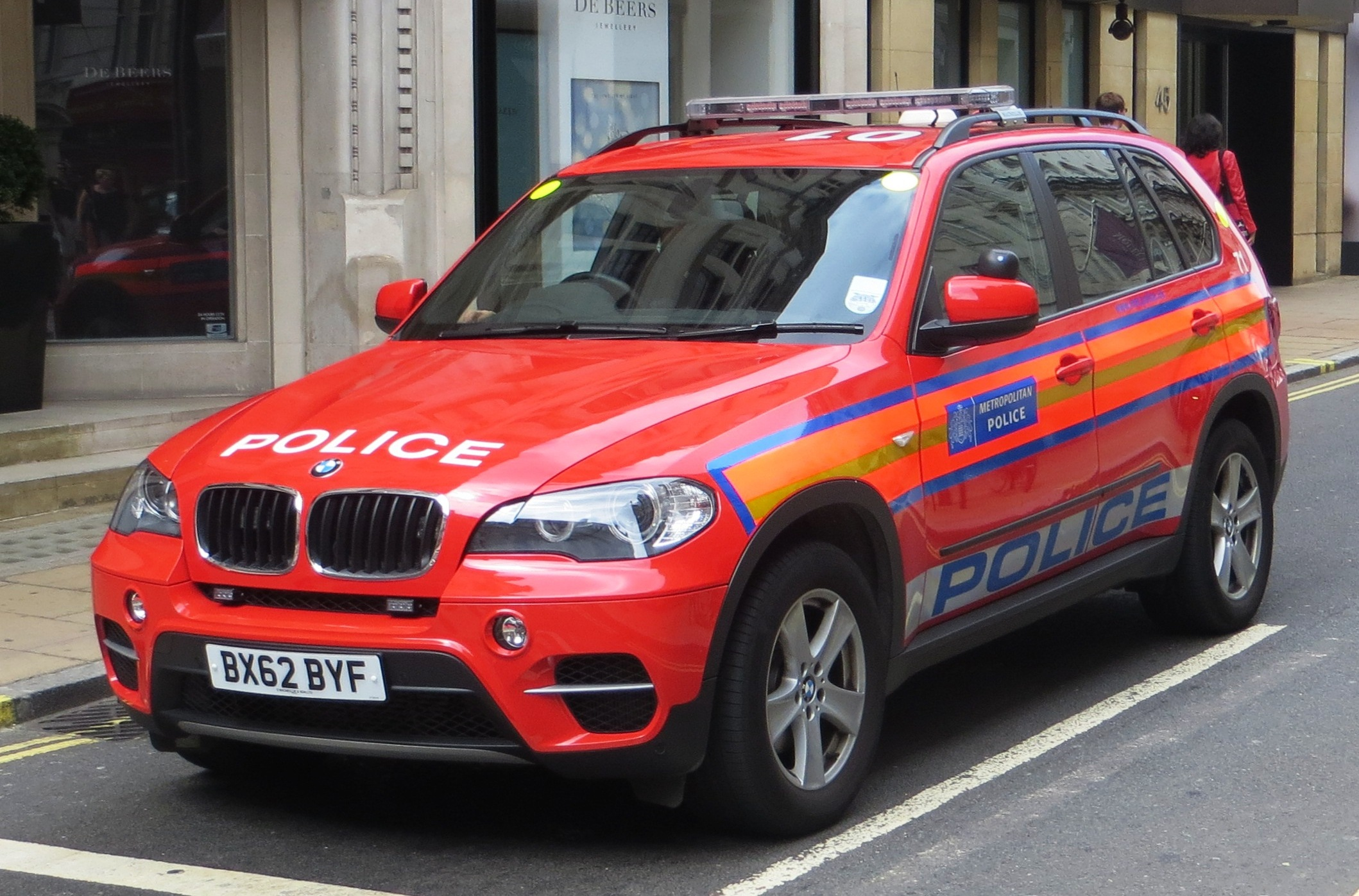
Una vettura del Diplomatic Protection Group per le strade di Londra.

Il Parliamentary and Diplomatic Protection Command (PaDP) è un ramo operativo della Metropolitan Police Service di Londra. Lo scopo principale dell'unità è offrire protezione alla sede del Parlamento del Regno Unito e delle residenze diplomatiche a Londra, quali le ambasciate, le alte commissioni e gli uffici consolari. Il gruppo provvede anche alla protezione dei membri della comunità diplomatica, così come dei ministri del Governo del Regno Unito. Dal 2008 il suo capo è Christine Jones.

## Ruolo
Il Parliamentary and Diplomatic Protection Group è inquadrato nel Protection Command della Direzione Specialist Operations, ed è responsabile della sicurezza statica di luoghi sensibili come ambasciate estere, alte commissioni, ed altri organismi diplomatici. La DPG è anche responsabile della sicurezza di 10 Downing Street, New Scotland Yard, Houses of Parliament, e alcune residenze private di diplomatici, politici e alti ufficiali delle forze armate. Deve anche provvedere a fornire un servizio di sorveglianza negli ospedali, nel caso che un ricoverato sia sotto minaccia grave o un prigioniero ad alto rischio. 
Dal 2003, la DPG controlla 40 obiettivi strategici e sorveglia 160 missioni diplomatiche. Essa è anche uno dei reparti armati di élite della polizia britannica ed è composto da oltre 800 uomini.
A causa di quanto premesso, i componenti del DPG sono considerati soggetti ad "alto rischio", e quando in servizio sono molto ben armati. I DPG assistono anche il servizio dei vigili del fuoco in caso di necessità.

## Storia e situazioni eclatanti
Quando venne creato il Diplomatic Protection Group, esso era una branca della Police division che controllava Westminster, a causa delle numerose sedi diplomatiche presenti nell'area. Il DPG venne creato per sostituire lo Special Patrol Group. Oggi esso è un ramo dello Specialist Operations, "SO".
Durante l'assedio all'ambasciata dell'Iran nel 1980, era in servizio di protezione il comandante Trevor Lock. Egli venne preso in ostaggio, assieme al personale dell'ambasciata, e riuscì a celare la sua arma da fuoco fino all'assalto delle unità speciali dell'esercito britannico (il SAS), quando egli, approfittando della confusione, riuscì a catturare il capo del commando terrorista.
Nell'aprile del 2015, il Diplomatic Protection Group (SO16) si è fuso con il Palazzo di Westminster Division (SO17) diventando così il Parliamentary and Diplomatic Protection Command (PaDP) attuale. In precedenza il DPG si occupava già di stanziare agenti armati in supporto dei colleghi del SO17 che, invece, erano disarmati.
Il 22 marzo 2017, durante l'attacco terroristico di Westminster, l'agente del PaDP Keith Palmer è stato accoltellato mentre svolgeva servizio di sicurezza al New Palace Yard. Nonostante i tentativi di rianimazione di Tobias Ellwood, sottosegretario agli esteri, il poliziotto è morto poco dopo a causa delle ferite. Altri tre poliziotti sono rimasti feriti durante l'attentato.
Nel rapporto pubblicato il 20 marzo 2023 a firma della baronessa Casey di Blackstock è stato raccomandato lo scioglimento del Servizio, per ripensarlo totalmente rispetto alla sua attuale modalità, in ragione delle pesanti criticità che ne caratterizzavano cultura di formazione e standard di esercizio.

## Protezioni

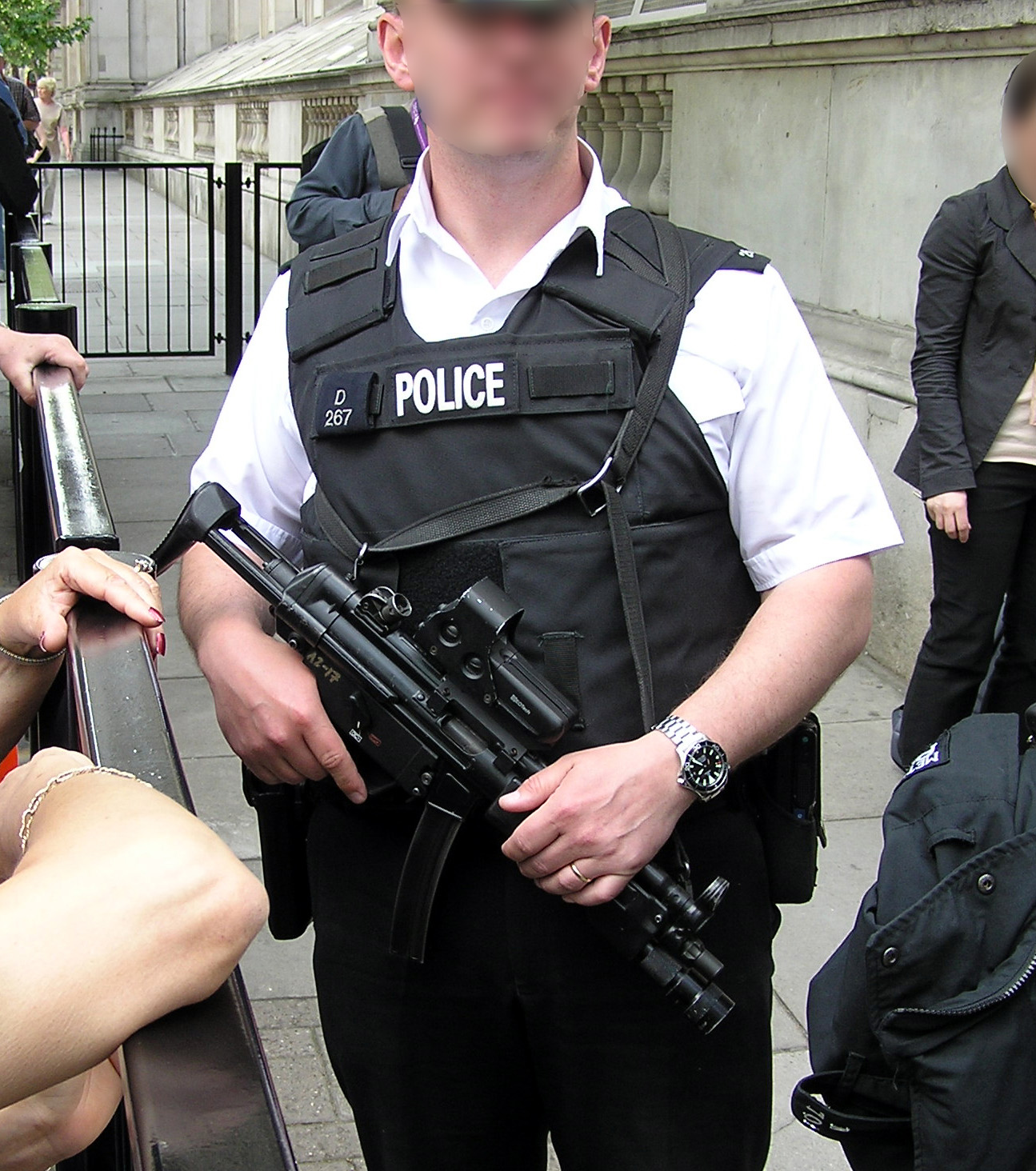
Un poliziotto di guardia all'ingresso di Downing Street, a Londra, dove risiede il Primo Ministro

Fra i personaggi noti attualmente sotto protezione vi sono:
Persone:
- Primo Ministro
- Deputy Prime Minister
- Il Segretario di Stato per gli affari interni
- Il Foreign Secretary
- Il Segretario di Stato per la difesa
- Il Cancelliere dello Scacchiere
- Il Segretario di Stato per il Nord Irlanda ed ex Segretario di Stato per il Nord Irlanda[6]
- Il Chief of the Defence Staff
- Il Downing Street Chief of Staff
- I direttori generali di MI6 e MI5
- Sir John Major
- Tony Blair

Luoghi:
- 10 Downing Street
- New Scotland Yard
- Ambasciate straniere
- Thames House, MI5 HQ
- Palazzo di Westminster
- Foreign and Commonwealth Office
- Government Communications Headquarters
- Vauxhall Cross, MI6 HQ

## Armi da fuoco ed equipaggiamenti
Tutti gli uomini del DPG, durante il servizio, sono adeguatamente armati. In caso di particolari necessità, tutti gli agenti possono essere dotati di armi supplementari.
Gli uomini del DPG dispongono delle seguenti armi da fuoco:
- Heckler & Koch MP5 (Carabina semi-automatica - Germania)
- Austria Glock 17 (pistola - Austria)
- Heckler & Koch 69, Baton Gun (pistola con proiettili di gomma - Germania)
- Taser X26 - Stati Uniti